# مزدا ۱۲۱
مزدا ۱۲۱ از سال ۱۹۷۵ تا ۲۰۰۲ بر روی انواع خودروهای مزدا برای بازارهای صادراتی مختلف استفاده شده است:
- ۱۹۸۱–۱۹۷۵ — انواع موتور رفت و برگشتی نسل دوم خودروی اسپورت مزدا کازمو
- ۱۹۹۱–۱۹۸۶ — نسل اول کامپکت کوچک فورد فستیوا
- ۱۹۹۸–۱۹۹۱ — سدان چهار در کامپکت کوچک اتوزم ریویو
- ۲۰۰۲–۱۹۹۶ — نسل اول مزدا دمیو؛ خودروی کامپکت کوچک (در کشورهایی که "۱۲۱" مبتنی بر فیستا فروخته نشد)
- ۲۰۰۲–۱۹۹۶ — نسخه مهندسی شده با نشان از نسل چهارم فورد فیستا خودروی کامپکت کوچک که در برخی از بازارهای اروپایی به فروش رسید.

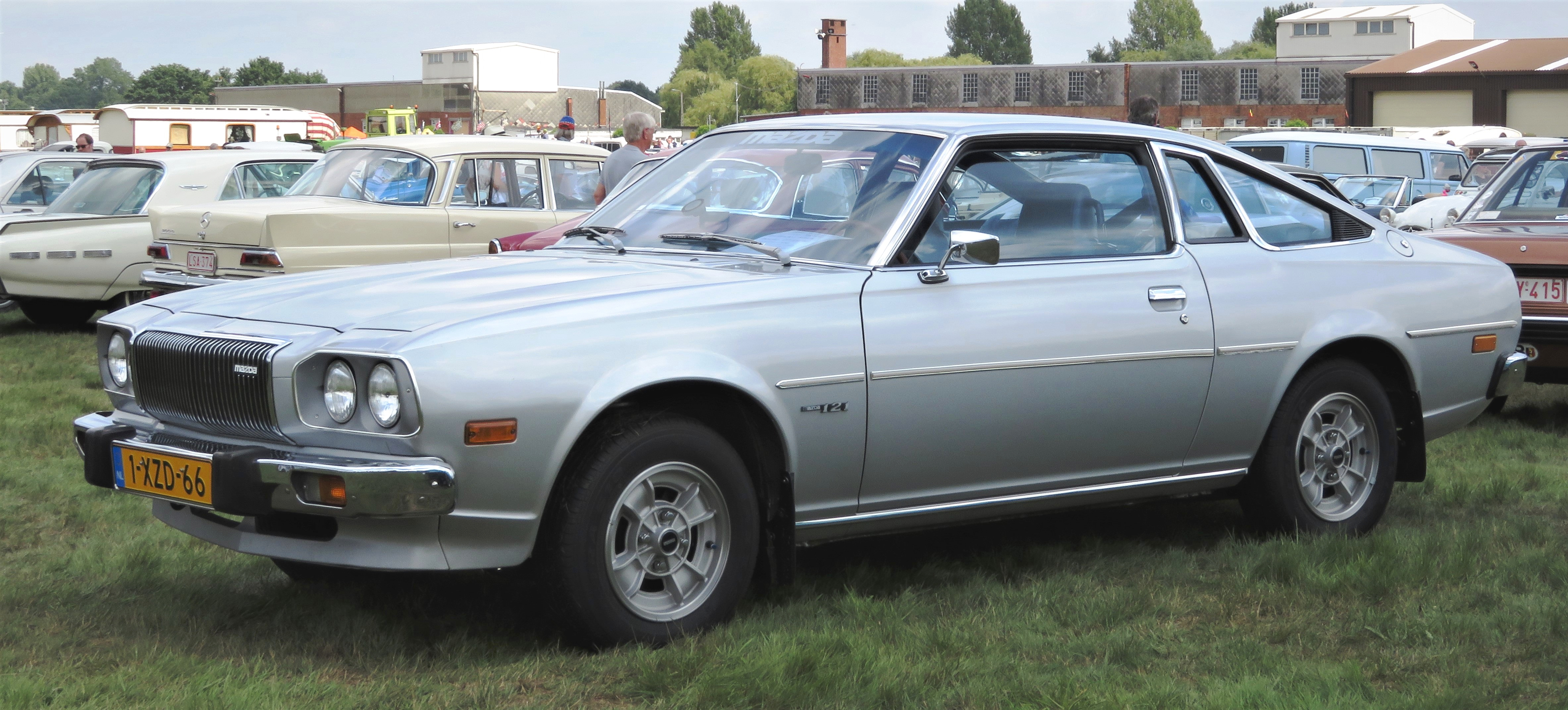
مزدا ۱۲۱ (۱۹۷۵–۱۹۸۱)
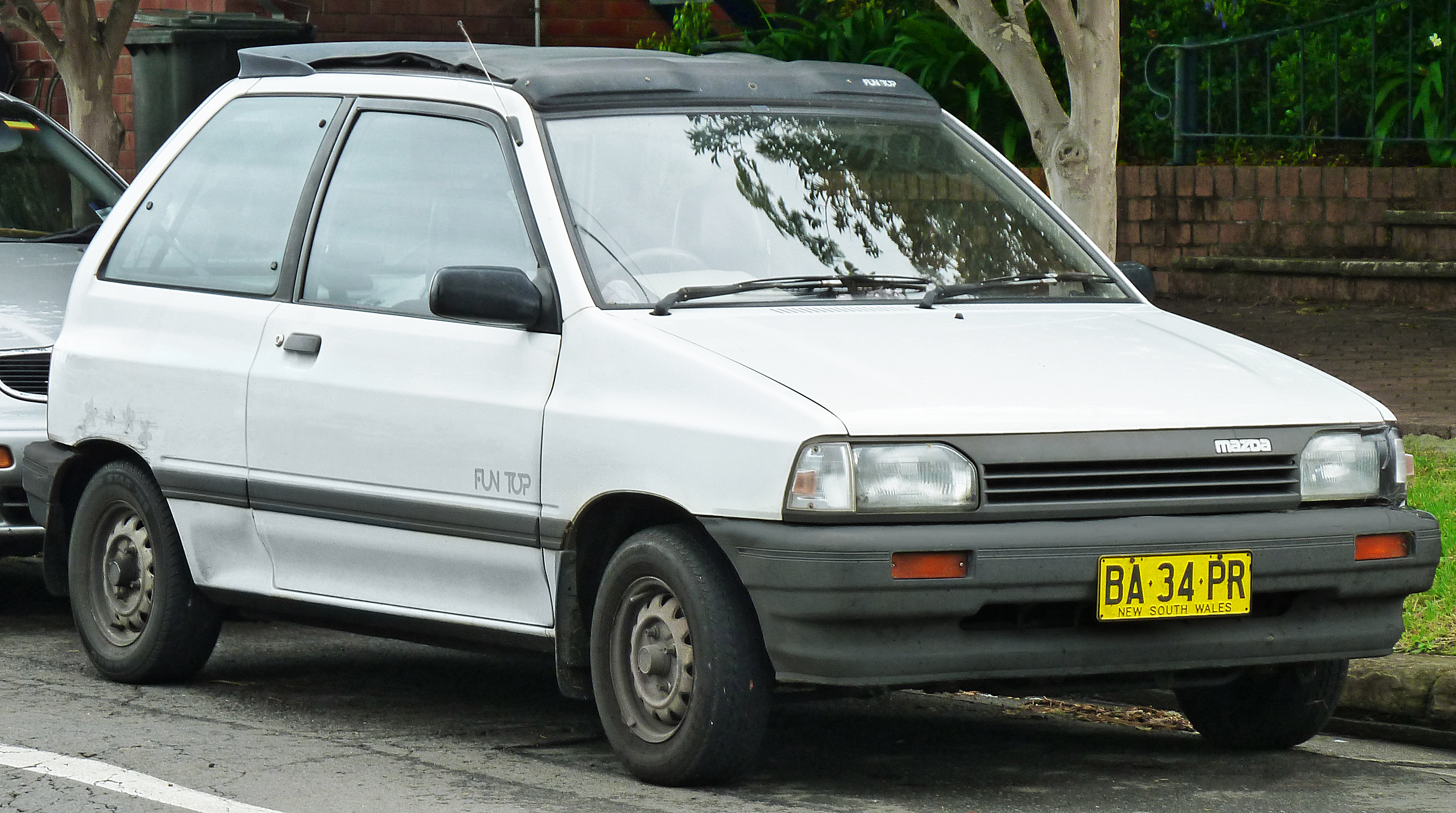
مزدا ۱۲۱ (دی‌ای) (۱۹۸۶–۱۹۹۱)
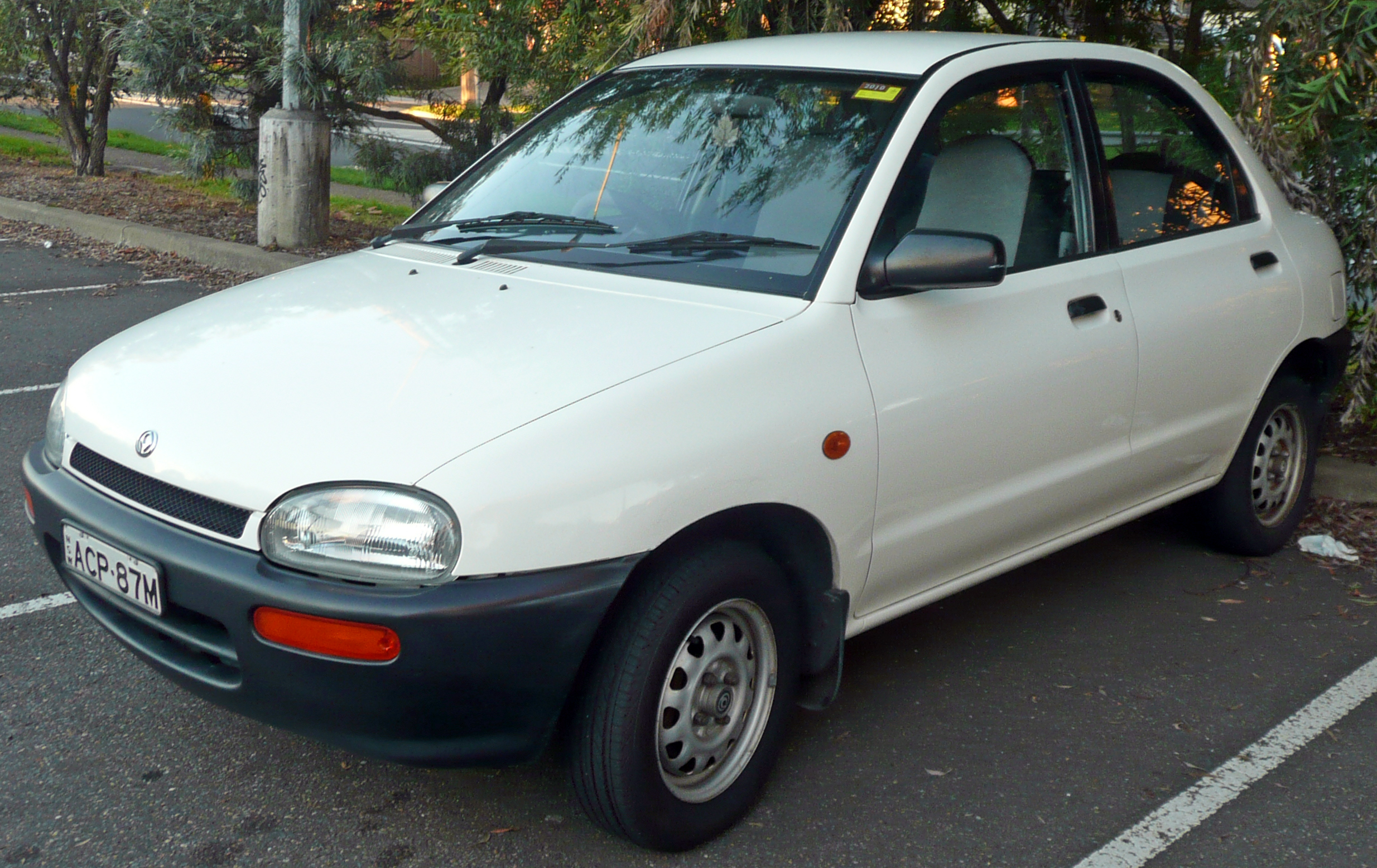
مزدا ۱۲۱ (دی‌بی) (۱۹۹۱–۱۹۹۸)
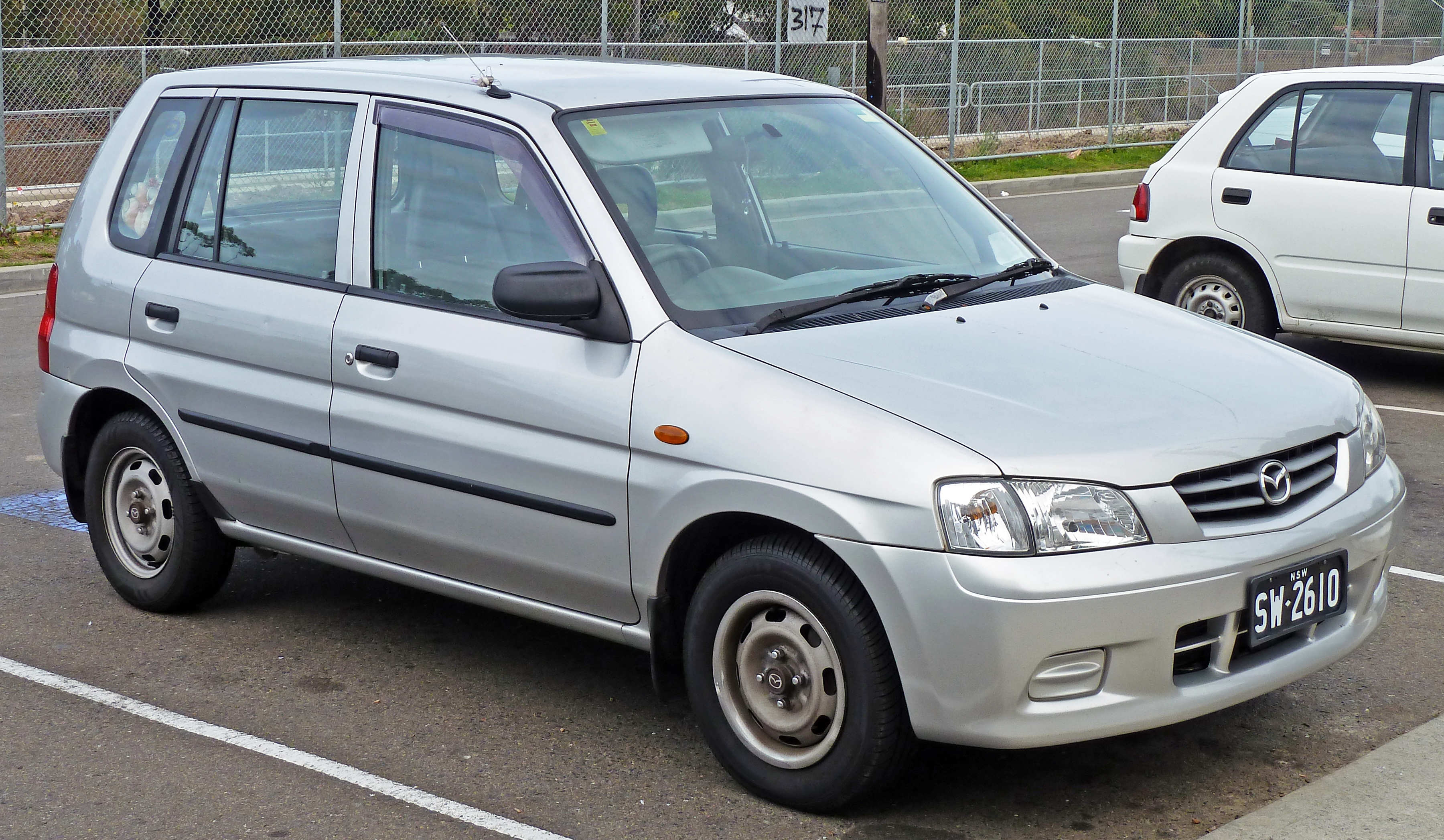
مزدا ۱۲۱ (دی‌دبلیو) (۱۹۹۶–۲۰۰۲)
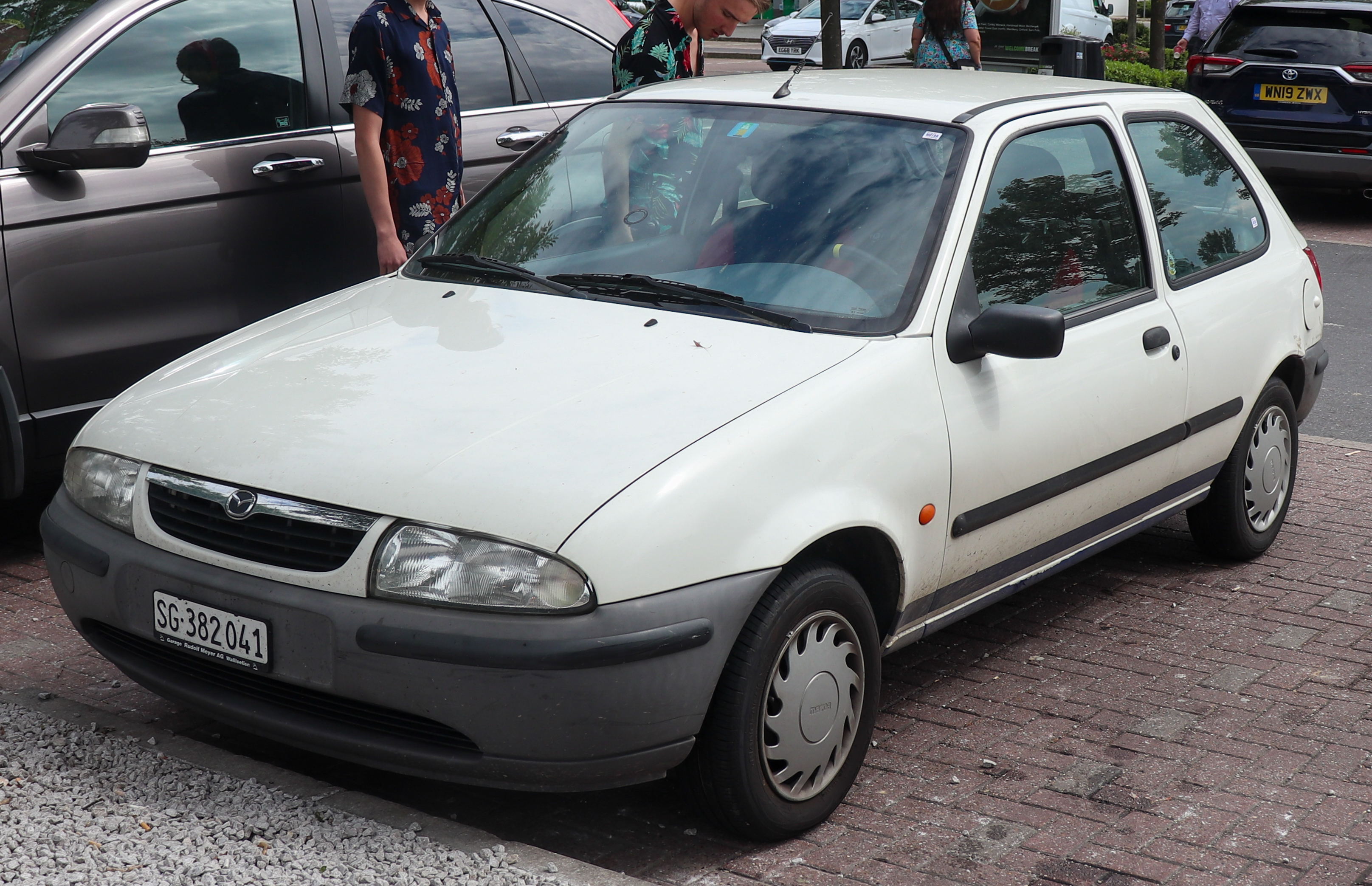
مزدا ۱۲۱ (۱۹۹۶–۲۰۰۲)